# Dobner Ferdinánd
Dobner Ferdinánd (Sopron, 1659. január 4. – Sopron, 1730. február 12.) polgármester.

## Élete
Tanulmányait Sopronban kezdte, majd külföldre ment és 1677 tavaszán beiratkozott a jénai egyetemre, ahol bölcsészetet hallgatott. Legkorábban 1679-ben tért haza, 1689-től haláláig belső tanácsos, hatszor bíró és több alkalommal (1700-1701, 1704-1705, 1712-1713, 1720-1722) polgármester (consul) volt; kora, a II. Rákóczi Ferenc-féle, a városra nézve szomorú korszakba esik. Egyháza gondokaként is tevékenykedett, Sopronban nyomdát is alapított. Mint városa követe, több országgyűlésen részt vett, melyekről feljegyzéseket is készített.
Fia volt Dobner Sebestyén Ferdinánd, a város ügyésze, és Dobner Ábrahám Egyed író.

## Emlékezete
Korábban a nevét viselte a mai soproni Városház utca, jelenleg az egyik Lackner Kristóf utcával párhuzamos utca van róla elnevezte.

## Munkái
- Priesterliches Ehren-Schildlein, Welches dem weyland Wohl-Ehrwürdig-Groszacht bar- und Hochgelehrten Herrn Johanni-Conrado Barthio Gewesten treueiferig-und hochverdienten Evangelischen Predigern und Seelsorgern…, in der Königl. Frey-Stadt Oedenburg, in Nieder-Ungarn, nunmehr seel. Am Tage seiner volckreichen Beerdigung, (war der 2. November. des 1692. Heyl-Jahrs), auf dem Evangel. Gottes-Acker daselbst, In einer kurtzen und einfältigen Leichen-Rede, Zu letztschuldigsten Ehren, Aufgerichtet… (Lőcse), 1692.
- Priesterliches Grabmahl, welches er dem Herrn Christoph Sowitsch Ewang. Predigern in Oedenburg aufgerichtet. Regensburg. 1692.

Hivataloskodása idejéről 1707-től 1724-ig sajátkezűleg irt naplót hagyott hátra, melyben a város viszontagságait is leirta; ezen kézirat Gamauf Theophil birtokából Kazinczy Gábor könyvtárába került.